# Ordine dei Virtuosi
L'Ordine degli Schiavi della Virtù (detto anche Ordine dei Virtuosi, in tedesco Orden der Sklavinnen der Tugend) fu un ordine cavalleresco femminile istituito dall'imperatrice Eleonora Maddalena Gonzaga-Nevers nel 1662.

## Storia

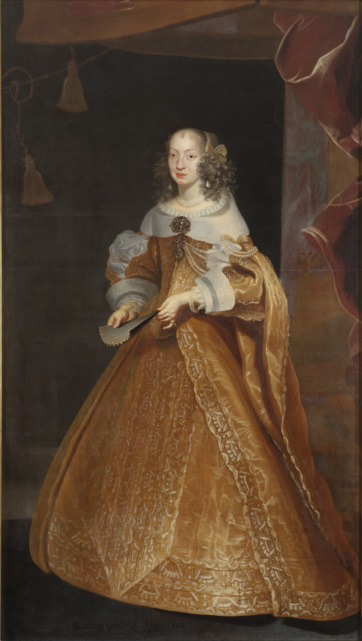
L'imperatrice Eleonora Maddalena Gonzaga-Nevers

Questo fu uno dei primi Ordini cavallereschi femminili austriaci ad essere fondati nella storia dell'Impero.
Potevano esservi ammesse unicamente quelle dame che si fossero distinte per una vita pia e virtuosa e per quanto riguarda le dame provenienti dall'aristocrazia, esse non potevano essere in numero superiore a trenta, la cui nomina era curata personalmente dall'Imperatrice che ne aveva il grado di Gran Maestro.
Con l'ammissione, inoltre, bisognava giurare fedeltà alla causa imperiale.

## Insegne
L'insegna dell'Ordine consisteva in una grande medaglia d'oro avente su un lato un sole raggiante, circondato da una corona d'alloro smaltata di verde.
Attorno, spiccava la scritta "SOL. UBIQ. TRIUM." ("Sola ubique triumphat", ovvero "Solo la virtù porta alla vittoria").
La grande medaglia si trovava appesa ad un piccolo braccialetto in oro che veniva portato sulla spalla sinistra, mentre una piccola medaglia, avente un nastro nero, poteva essere portata nelle occasioni meno solenni, sempre sulla spalla.
Le aderenti che non indossavano visibilmente l'insegna dell'Ordine, dovevano pagare un'ammenda di 100 talleri come punizione.
Nelle occasioni più solenni, inoltre, vi era una particolare divisa da indossare.
Alla morte delle Dame la grande medaglia doveva essere rimessa all'Ordine, mentre la piccola medaglia rimaneva agli eredi della Dama.
Durante un restauro nel 1980, nella tomba dell'imperatrice Eleonora Maddalena Gonzaga-Nevers è stata trovata una grande medaglia dell'Ordine degli Schiavi della Virtù.
L'imperatrice potrebbe essere stata sepolta con l'onorificenza del suo Ordine.
È l'unica copia conosciuta della grande medaglia.

## Gran Maestre
- 1662-1666: imperatrice Eleonora Maddalena Gonzaga-Nevers (Mantova, 18 novembre 1630 – Vienna, 6 dicembre 1686), moglie dell'imperatore Ferdinando III d'Asburgo e matrigna dell'imperatore Leopoldo I d'Asburgo;
- 1666-1673: imperatrice Margherita Maria Teresa d'Asburgo-Spagna (Madrid, 12 luglio 1651 – Vienna, 12 marzo 1673), moglie dell'imperatore Leopoldo I d'Asburgo;
- 1673-1676: imperatrice Claudia Felicita d'Asburgo-Tirolo (Innsbruck, 30 maggio 1653 – Vienna, 8 aprile 1676), moglie dell'imperatore Leopoldo I d'Asburgo;
- 1676-1720: imperatrice Eleonora Maddalena Teresa di Wittelsbach Neuburg-Palatinato (Düsseldorf, 6 gennaio 1655 – Vienna, 19 gennaio 1720), moglie dell'imperatore Leopoldo I d'Asburgo.

L'imperatrice Eleonora Maddalena Teresa di Wittelsbach Neuburg-Palatinato, vedova dell'imperatore Leopoldo I d'Asburgo fu l'ultima Gran Maestra conosciuta.
Dopo la sua morte nel 1720 l'Ordine cadde in quiescenza, pur non essendo stato dichiarato cessato.